# 育婴堂路
育婴堂路是中華人民共和國上海市靜安區一條南北走向道路，北起中華新路，由北向南分別與中興路、永興路、虬江路相交，並最終南抵新馬路，全長650米。道路始建於1916年，路名來自於附近的育嬰堂。沿途有育嬰堂路幼兒園。